# Communauté de communes de Garazi-Baigorri
Pour les articles homonymes, voir Garazi et Baigorri.
La communauté de communes de Garazi-Baigorri est une ancienne communauté de communes française, située dans le département des Pyrénées-Atlantiques et la région Nouvelle-Aquitaine. La communauté de communes de Garazi-Baigorri était composée de 30 communes.

## Historique
À la suite de la mise en application du schéma départemental de coopération intercommunale, les communes de la communauté de communes de Garazi-Baigorri sont intégrées à la communauté d'agglomération du Pays Basque le 1er janvier 2017.

## Composition
La communauté de communes regroupait 36 communes :
| Nom                       | Code Insee | Gentilé                       | Superficie (km2) | Population (dernière pop. légale) | Densité (hab./km2) |
| ------------------------- | ---------- | ----------------------------- | ---------------- | --------------------------------- | ------------------ |
| Ispoure (siège)           | 64275      | Izpurar                       | 7,85             | 683 (2014)                        | 87                 |
| Ahaxe-Alciette-Bascassan  | 64008      | Ahatsar-Altzietar-Bazkazandar | 14,64            | 279 (2014)                        | 19                 |
| Aincille                  | 64011      | Aintzildar                    | 6,26             | 118 (2014)                        | 19                 |
| Ainhice-Mongelos          | 64013      | Ainhiztar-Monjolostar         | 10,30            | 166 (2014)                        | 16                 |
| Aldudes                   | 64016      | Aldudar                       | 23,27            | 313 (2014)                        | 13                 |
| Anhaux                    | 64026      | Anhauztar                     | 12,33            | 385 (2014)                        | 31                 |
| Arnéguy                   | 64047      | Arnegitar                     | 21,21            | 232 (2014)                        | 11                 |
| Ascarat                   | 64066      | Azkaratear                    | 5,82             | 317 (2014)                        | 54                 |
| Banca                     | 64092      | Bankar                        | 49,60            | 331 (2014)                        | 6,7                |
| Béhorléguy                | 64107      | Behorlegitar                  | 20,58            | 77 (2014)                         | 3,7                |
| Bidarray                  | 64124      | Bidarraitar                   | 38,20            | 696 (2014)                        | 18                 |
| Bussunarits-Sarrasquette  | 64154      | Duzunariztar-Sarasketar       | 12,04            | 181 (2014)                        | 15                 |
| Bustince-Iriberry         | 64155      | Buztintzear-Hiriberritar      | 5,67             | 82 (2014)                         | 14                 |
| Caro                      | 64166      | Zaroar                        | 4,01             | 190 (2014)                        | 47                 |
| Estérençuby               | 64218      | Ezterenzubitar                | 45,87            | 354 (2014)                        | 7,7                |
| Gamarthe                  | 64229      | Gamartear                     | 9,91             | 114 (2014)                        | 12                 |
| Irouléguy                 | 64274      | Irulegitar                    | 9,38             | 374 (2014)                        | 40                 |
| Jaxu                      | 64283      | Jatsuar                       | 10,65            | 187 (2014)                        | 18                 |
| Lacarre                   | 64297      | Lakartar                      | 4,40             | 171 (2014)                        | 39                 |
| Lasse                     | 64322      | Lasar                         | 14,79            | 322 (2014)                        | 22                 |
| Lecumberry                | 64327      | Lekunberritar                 | 58,09            | 172 (2014)                        | 3                  |
| Mendive                   | 64379      | Mendibetar                    | 41,77            | 170 (2014)                        | 4,1                |
| Ossès                     | 64436      | Ortzaiztar                    | 42,38            | 875 (2014)                        | 21                 |
| Saint-Étienne-de-Baïgorry | 64477      | Baigorriar                    | 69,44            | 1 576 (2014)                      | 23                 |
| Saint-Jean-le-Vieux       | 64484      | Donazahartar                  | 11,64            | 858 (2014)                        | 74                 |
| Saint-Jean-Pied-de-Port   | 64485      | Donibandar                    | 2,73             | 1 553 (2014)                      | 569                |
| Saint-Martin-d'Arrossa    | 64490      | Arrosatar                     | 18,43            | 531 (2014)                        | 29                 |
| Saint-Michel              | 64492      | Eiheralartar                  | 30,30            | 282 (2014)                        | 9,3                |
| Uhart-Cize                | 64538      | Uhartear                      | 11,66            | 789 (2014)                        | 68                 |
| Urepel                    | 64543      | Urepeldar                     | 26,44            | 306 (2014)                        | 12                 |

## Administration
| Période                                  | Période          | Identité           | Étiquette | Qualité                         |
| ---------------------------------------- | ---------------- | ------------------ | --------- | ------------------------------- |
| Les données manquantes sont à compléter. |                  |                    |           |                                 |
| 2008                                     | 2014             | Jean-Michel Galant | AB        | Maire d'Ascarat                 |
| 2014                                     | 31 décembre 2016 | Bernard Arrabit    | PNB       | Maire de Saint-Martin-d'Arrossa |